# أندريوس جركوناس
أندريوس جركوناس (بالليتوانية: Andrius Jurkūnas)‏ مواليد 21 مايو 1976 في كاوناس، الجمهورية الليتوانية السوفيتية الاشتراكية، الاتحاد السوفيتي، هو لاعب كرة سلة ليتواني سابق بدأ مسيرته الاحترافية في سنة 1995. يبلغ طوله 6 قدم 9 بوصة (2.1 م). مثّل منتخب بلاده. شارك في مسابقة كرة السلة في الألعاب الأولمبية الصيفية. اعتزل اللعب في 2013.

## روابط خارجية
- أندريوس جركوناس على موقع الاتحاد الدولي لكرة السلة (الإنجليزية)
- أندريوس جركوناس على موقع كرة السلة الأوروبية.كوم (الإنجليزية)
- أندريوس جركوناس على موقع كلية كرة السلة في سبورتس رفرنس.كوم (الإنجليزية)
- أندريوس جركوناس على موقع ريلجم (الإنجليزية)
- أندريوس جركوناس على موقع بروبوليرز (الإنجليزية)
- أندريوس جركوناس على موقع سبورتس رفرنس (الإنجليزية)
- أندريوس جركوناس على موقع أوليمبيديا (الإنجليزية)